# Tóth A. Tamás
Tóth Tamás Antal (Miskolc, 1960. augusztus 30. –) jogász, író, költő. 
Írói-költői álnevek: Tóth A. Tamás, valamint 2025-től kezdve Györkei Tóth Tamás.

## Szépirodalmi tevékenység
1977-ben a Diákköltők és Diákírók V. országos találkozóján tűnt fel verseivel. 1981-82-ben az MNK Művészeti Alapjának irodalmi ösztöndíjasa, később a Fiatal Művészek Klubjának tagja, az FMK 1982-es Állapot című antológiájának egyik költője volt. A Mozgó Világ irodalmi folyóirat 1999. júniusi számában mutatta be költészetét. Versei főleg folyóiratokban  (Mozgó Világ, Ifjúsági Magazin, Egyetemi Lapok), majd a Fiók-fiókák című kötetben (2014) novelláival vegyesen jelentek meg.  
2008-ban a Holnap Magazin alapító tagjaként kezdte novellista tevékenységét. Különböző folyóiratokban láttak napvilágot prózai írásai (Zempléni Múzsa, Interpress Magazin, Avana Arcképcsarnok). Öt novelláskötete jelent meg és 45 antológiában publikálta novelláit. 2017-ben és 2018-ban a JCDecaux „Álljon meg egy novellára!” című novellapályázatain a húsz legjobb szerző közé kerülve az országszerte kihelyezett plakátokon is megjelentek írásai. 2019-ben a Napút Ady-pályázatán 3. díjat kapott tisztelgő vers kategóriában. 2020-ban első regénye, az Őrtorony, a Prae Kiadó pályázatán a legjobb tíz közé került.

## Publikációk

### Önálló kötetek
- Story-phone (novellák), Holnap Magazin Kiadó, 2009
- Bogár háton (novellák), Holnap Magazin Kiadó, 2010
- Alapkiképzés (novellák), united p.c. Kiadó, 2012
- Fiók-fiókák (novellák és versek), united p.c. Kiadó, 2014
- Hatvan (novellák), Holnap Magazin Kiadó, 2020
- Őrtorony (regény), Holnap Magazin Kiadó, 2021
- Vulturius (regény) Holnap Magazin Kiadó, 2025

### Antológiákban
- Állapot, Fiatal Művészek Klubja, 1982, versek
- Sikoly folyóirat 2009-es antológiája (Vérszomj, novella)
- Ausztria nekünk, Vitis Aureus, 2009 (Úton Ausztriába, novella)
- Nap-szilánkok, Napkorong.hu, 2010 (A szabó, novella)
- Az Univerzum Művészei, 2010 (Bogár háton, novella)
- Öt perc emberség, Nyitott Szemmel Magazin, 2010 (Árvíz a tanyán, novella)
- Minden nap ok, Vaoobook Kiadó, 2012 (Tolvajsors korunk egyik decemberében, novella)
- Nap-szilánk, Napkorong irodalmi Klub, 2010 (A szabó, novella)
- Vigyél magaddal egy mosolyt!, Élő Irodalom, 2015 (Koszorús költő és más novellák)
- A Holnap Magazin Kiadó 30 antológiája
- Álljon meg egy novellára!, Athenaeum Kiadó, 2019 (Útitárs, Lízing-gyerek)
- A móri államférfi, Wekerle Alapítvány Antológiája, 2020 ( Egy új pénzügyminiszter reggelije)